# بریتومارت فری آمورت را رهایی می‌دهد
بریتومارت فری آمورت را رهایی می‌دهد، (به انگلیسی: Britomart Redeems Faire Amoret) یک نقاشی رنگ روغن بر روی بوم اثر هنرمند انگلیسی ویلیام اِتی است که برای اولین بار در سال ۱۸۸۳ به نمایش گذاشته شد و اکنون در موزه تیت بریتانیا قرار دارد. هدف این اثر نمایش افتخار و عفت است و یک صحنه از اثر «ملکه پریان» ادموند اسپنسر را به تصویر می‌کشد که در آن جنگجوی زن بریتومارت  جادوگر شرور بوسیران را به قتل می‌رساند و زن زیبای آمورت را از بند او آزاد می‌کند. در شعر اصلی اسپنسر، آمورت تا زمان نجاتش شکنجه و مثله شده بود، اما اتی از نمایش خشونت متنفر بود و او را سالم به تصویر کشید.
اگرچه نقاشی «بریتومارت فری آمورت را رهایی می‌دهد» نمایش تصویری از یک آیین غیرمعمول، مرگ خشونت‌آمیز، زنی نیمه برهنه و به‌طور محسوس شکنجه شدید جنسی بود، اما در نخستین نمایش در سال ۱۸۸۳، بدون هیچ اختلافی پذیرفته شد و مورد استقبال منتقدان قرار گرفت. اتی این اثر را در سال ۱۸۸۳ به یک مجموعه‌دار خصوصی فروخت و سپس از دست چندین مالک دیگر گذشت تا وارد مجموعه نگارخانه هنر لیدی لیور شود. در سال ۱۹۵۸، توسط گالری تیت خریداری شد و اکنون در مجموعه موزه تیت بریتانیا قرار دارد.

## زمینه

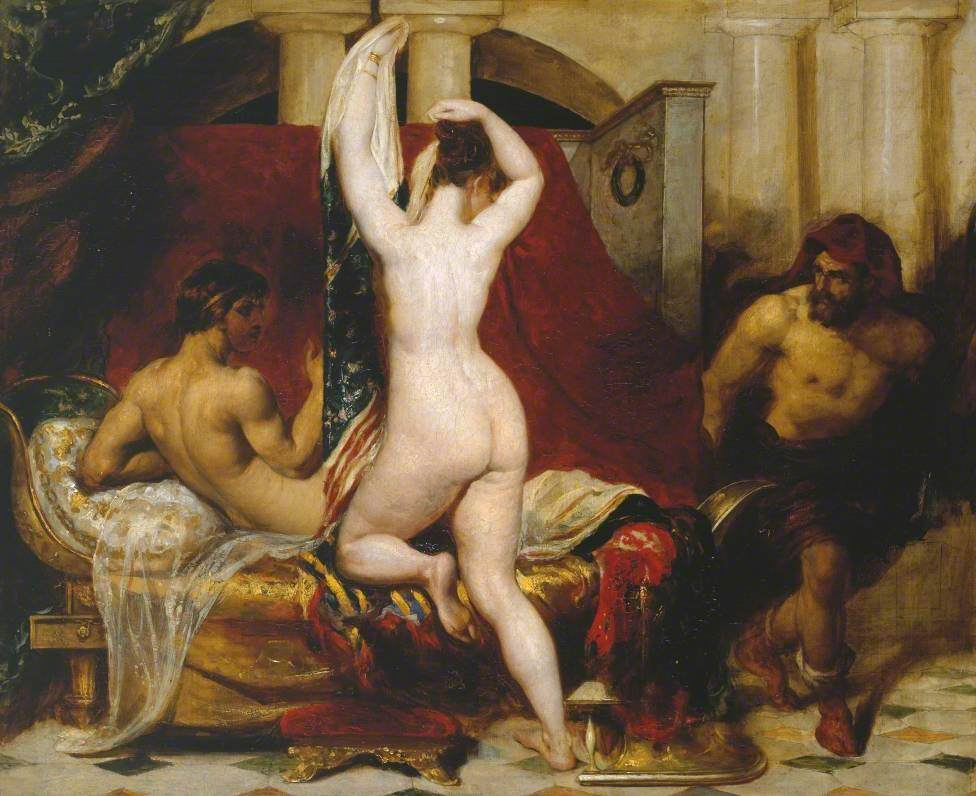
کاندولس، پادشاه لیدیه، همسر خود را پنهانی به ژیگس، یکی از وزیران خود، در حالی که او به رختخواب می‌رود نشان می‌دهد.(۱۸۳۰). در دهه ۱۸۳۰، اتی به دلیل استفاده از صحنه‌هایی از تاریخ، اساطیر و ادبیات به عنوان بهانه‌ای برای نقاشی چهره‌های برهنه شهرت پیدا کرد.

ویلیام اتی (۱۷۸۷–۱۸۴۹)، هفتمین پسر نانوا و آسیابانی اهل یورک بود. او از همان دوران کودکی نبوغ هنری خود را نشان داد، اما خانواده‌اش از نظر مالی متزلزل بودند و در سن ۱۲ سالگی مدرسه را رها کرد تا شاگرد چاپخانه‌ای در هال شود. پس از اتمام دوره کارآموزی هفت ساله خود در سن ۱۸ سالگی، با هدف تقلید از استادان قدیمی و تبدیل شدن به یک نقاش تاریخ، «با چند تکه مداد رنگی گچی» به لندن نقل مکان کرد. اتی در اوایل سال ۱۸۰۷ در مدارس آکادمی سلطنتی پذیرفته شد. پس از یک سال آموزش زیر نظر نقاش پرتره معروف توماس لارنس، اتی به آکادمی سلطنتی بازگشت و در کلاس زندگی (کلاس طراحی بدن انسان بر پایه مدل زنده) طراحی کرد و از نقاشی‌های دیگر کپی کرد. در سال ۱۸۲۱ آکادمی سلطنتی یکی از آثار اتی را به نمایش گذاشت، ورود کلئوپاترا به کیلیکیا (همچنین به عنوان پیروزی کلئوپاترا شناخته می‌شود). این نقاشی بسیار مورد استقبال قرار گرفت و بسیاری از هنرمندان همکار اتی او را تحسین کردند. او در سال ۱۸۲۸ به عنوان یک آکادمیسین سلطنتی انتخاب شد و جان کانستبل را در این مقام شکست داد. او به دلیل توانایی‌اش در به تصویر کشیدن رنگ‌های گوشتی در نقاشی و به دلیل جذابیت در ایجاد کنتراست یا تضاد در رنگ پوست مورد احترام قرار گرفت.
پس از موفقیت کلئوپاترا، در دهه بعد، اتی سعی کرد موفقیت آن را با نقاشی چهره‌های برهنه در محیط‌های کتاب مقدس، ادبی و اسطوره‌ای تکرار کند. بین سالهای ۱۸۲۰ و ۱۸۲۹ اتی ۱۵ نقاشی را به نمایش گذاشت که ۱۴ تای آن فیگورهای برهنه را به تصویر کشیده‌اند. به این ترتیب اتی به عنوان اولین هنرمند انگلیسی به شمار می‌رفت که طراحی آثار برهنه را به عنوان یک شکل هنری جدی به تنهایی مورد بررسی قرار داد که می تواند هم از نظر زیبایی شناختی جذاب باشد و هم پیام‌های اخلاقی را ارائه دهد. با این که برخی آثار برهنه هنرمندان خارجی در مجموعه‌های خصوصی انگلستان وجود داشت، اما انگلستان هیچ قانونی برای نقاشی برهنه نداشت و نمایش و توزیع آثار برهنه برای عموم از زمان اعلامیه ۱۷۸۷ برای جلوگیری از گناه سرکوب شده بود. واکنش تند و نگاه شهوانی قشرهای پایین به نقاشی‌های برهنه او، در سراسر قرن نوزدهم باعث ایجاد نگرانی شد. بسیاری از منتقدان تصاویر مکرر او از برهنگی زنان را ناخوشایند دانسته و محکوم می‌کردند. اتی اولین هنرمند بریتانیایی بود که در طراحی مدل برهنه انسان تخصص داشت، و اگرچه پرتره‌های او از برهنگی‌های عموماً مرد مورد استقبال قرار گرفت، (پرتره‌های برهنه مرد اتی عمدتاً از قهرمانان اساطیری و مبارزات کلاسیک بودند، ژانرهایی که در آن به تصویر کشیدن برهنگی مردانه در انگلستان قابل قبول تلقی می‌شد) از سال ۱۸۳۲ به بعد، علیرغم حملات مکرر مطبوعات، اتی یک نقاش برجسته آثار برهنه باقی ماند، اما تلاش‌های آگاهانه ای برای انعکاس درس‌های اخلاقی در آثارش انجام داد.

## ترکیب بندی

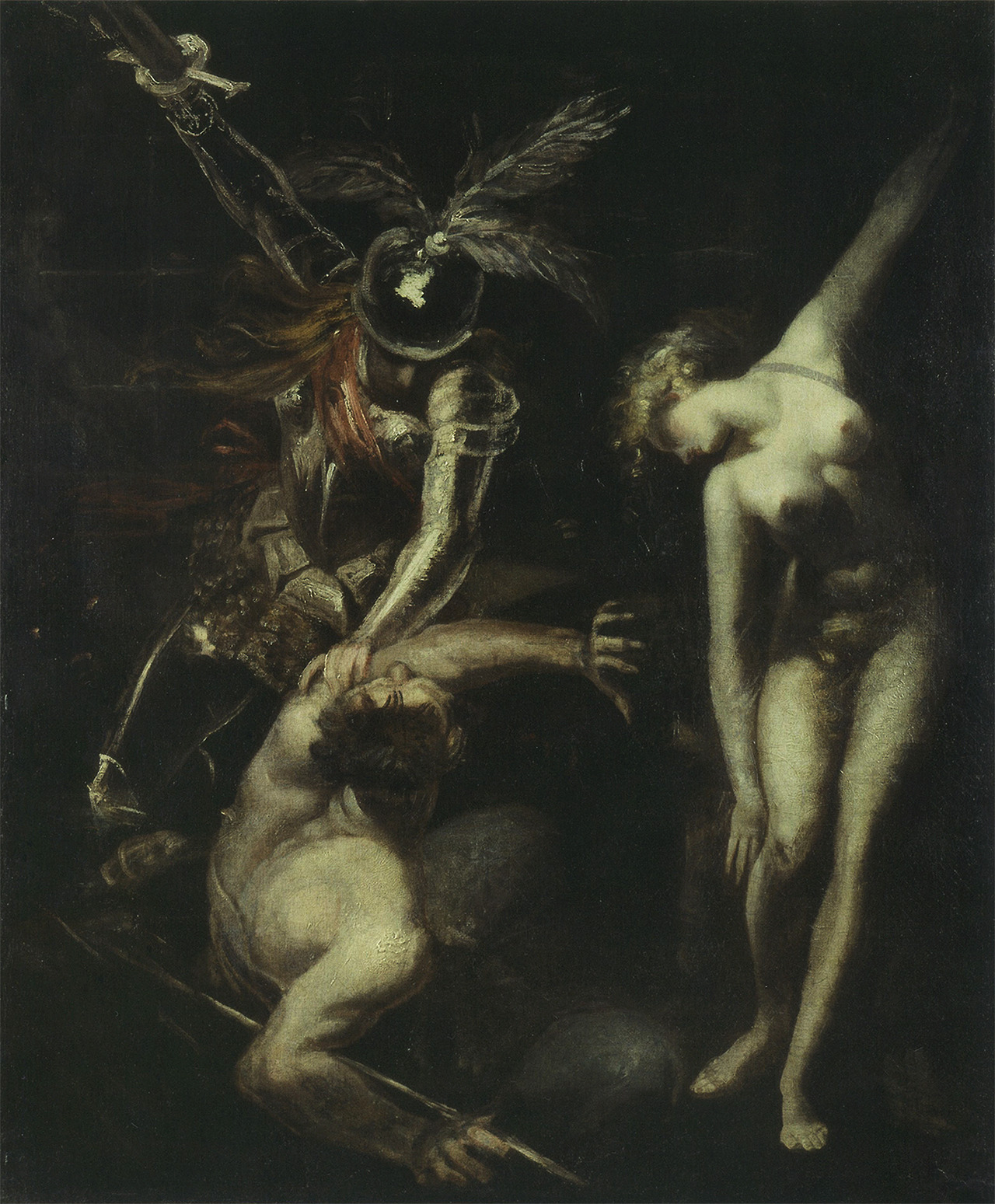
بریتومارت آمورت را از جادوی بوسیران نجات می‌دهد، هنری فوزلی (۱۸۲۴). The Faerie Queene یک موضوع بسیار محبوب بین هنرمندان بود.

بریتومارت فری آمورت را رهایی می‌دهد، یک صحنه از کتاب سوم «The Faerie Queene»، یک شعر حماسی تمثیلی در قرن شانزدهم نوشته ادموند اسپنسر را به تصویر می‌کشد، در این صحنه بوسیران، جادوگر شرور، آمورت زیبا (نمایانگر فضیلت پاکدامنی) را ربوده و او را تا حد مرگ شکنجه می‌کند. قهرمان زن جنگجوی بریتومارت (نمایانگر عفت و الیزابت اول) از موانع عبور کرده تا به اتاقی که آمورت در آن نگه داشته می‌شود برسد و لحظه‌ای قبل از اینکه بوسیران قادر به کشتن آمورت شود، او را می‌کشد.
اتی این اثر را به منظور نمایش فضایل عفت و شرافت در نظر گرفت. این تصویر لحظه‌ای را نشان می‌دهد که بوسیران، در حالی که آماده به کشتن آمورت است، توسط بریتومارت متوقف می‌شود. آمورت به یک ستون سلیمانی طلاکاری شده زنجیر زده شده‌است که با نمایش‌هایی از ونوس منقش شده و لباس‌هایش هنگام تقلا از روی شانه‌هایش می‌افتد. بریتومارت، زره پوش، وارد اتاقِ با معماریِ موریِ بوسیران می‌شود و در حالی که شمشیر خود را می‌چرخاند، کتاب جادو آغشته به خون را زیر پا می‌گذارد. بوسیران، برهنه از کمر به بالا و با شلوارهای سَبکِ چینی و دسته‌موی چینی، به زمین می‌افتد، در حالی که تیغه اش همچنان به سمت قلب آمورت اشاره دارد.
به طرز نادری، تصویر بریتومارت با ضخامت بسیار کمی نقاشی شده‌است، به طوری که تارهای بوم نقاشی از زیر رنگ هنوز دیده می‌شوند. تاریخ‌نگار هنر الیسون اسمیت اعتقاد دارد که این احتمالاً تحت تأثیر هنرمند هنری فیوزلی بوده‌است، که تصویری از بریتومارت را با همین سبک نقاشی کرده بود.
در شعر اصلی، بوسیران تا زمان نجات آمورت، او را شکنجه داده و قلب او را در حالی که هنوز زنده بود، بیرون کشید. وقتی اتی به نقاشی «بریتومارت فری آمورت را رهایی می‌دهد» می‌پرداخت، تعداد زیادی صحنه از جنگ و مرگ نقاشی کرده بود و زمانی که مشخص شد او از مردگان در سردخانه‌ها برای ترسیم اجساد بازدید می‌کند تا از صحت تصویرهایش از اجساد در مراحل مختلف تجزیه اطمینان حاصل کند، به درجه ای از تأیید انتقادی دست یافت. با این حال، وی از «قصابی توهین‌آمیز و طغیان‌گرانه، برخی خوشحال شده‌اند و حتی از آن لذت برده‌اند» بیزار بود و از نمایش خشونت بی‌رویه متنفر بود. به همین دلیل، در آثار اتی، آمورت به صورت جسمانی تحت شکنجه نمایش داده نمی‌شود، اگرچه ترکیب او حاکی از «شکنجه سادیستی و جادوی جنسی پنهانی» است.
اگرچه در نامه‌های او نشانه‌ای قوی وجود دارد که در سال‌های ابتدایی خود تجربهٔ جنسی با یکی از مدل‌هایش داشته‌است و احتمالاً در دوره‌ای که در سال‌های ۱۸۲۳–۱۸۲۴ در ونیز بود، تجربهٔ جنسی دیگری نیز داشته‌است، اما اتی مسیحی به شدت مذهبی بوده و به عبارتی معروف از شراب و سرزندگی دوری می‌کرده‌است. الیسون اسمیت در نظر می‌گیرد که ترکیب «بریتومارت فری آمورت را رهایی می‌دهد» تلاش آگاهانه‌ای از سوی او برای تمجید از فضیلت عفت است، با ایجاد «چالشی برای برای بیننده احتمالاً مرد، … برای غلبه بر شهوت و نگاهی پاک به زنان آسیب‌پذیر داشته باشد». اتی در طول دورهٔ حرفه‌ای خود، از استفاده از مدل‌های زن در کلاس‌های زندگی حمایت می‌کرد تا حدی که منجر به جدال‌هایی شده بود و این نقاشی ممکن است برای تأکید بر این باور او باشد که «برای دل‌های پاک همه چیزها پاک است».

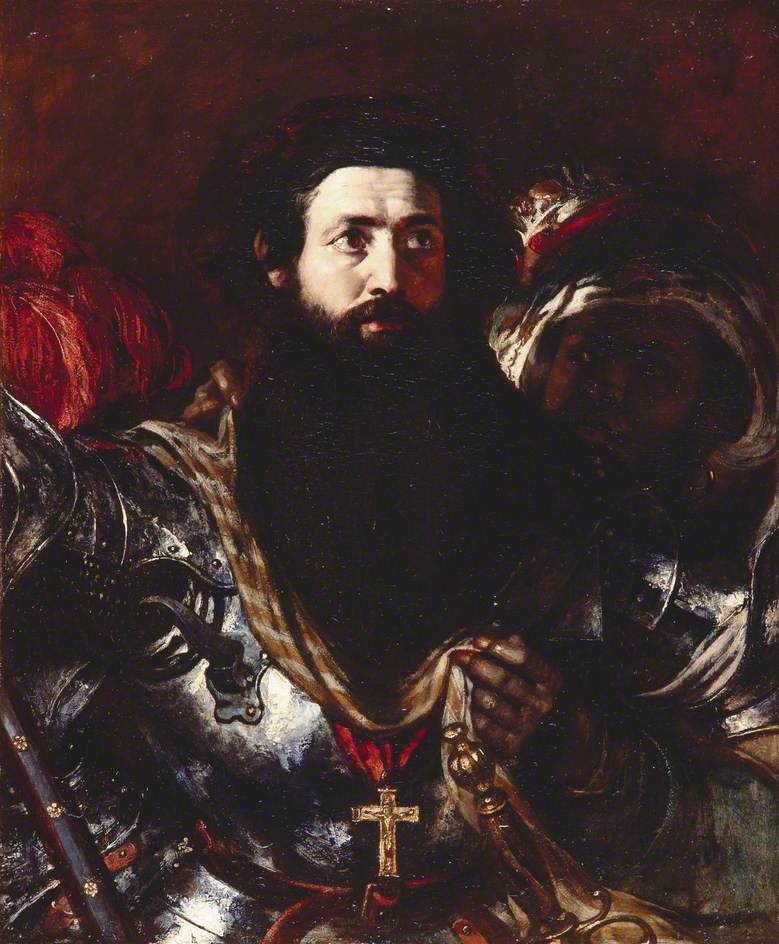
جنگجوی مسلح (گادفری دو بویون), ۱۸۳۵. اگرچه اتی بیشتر به خاطر رفتارش با رنگ‌های گوشتی شناخته شده‌است، اما زره جمع‌آوری می‌کرد و از تحسین‌کنندگان مطالعات تیسین در مورد چهره‌های زرهی بود، و علاقه زیادی به تأثیرات نور از منابع متعدد بر روی زره صیقلی داشت.

## انتقادها
در سال ۱۸۳۲، نمایشگاه «جوانی اتی» و «لذت در میانه کشتی»، منجر به انتقادات قابل توجهی در برخی از بخش‌های رسانه برای استفاده از تصاویر برهنه شد. مورنینگ کرونیکل آن را به عنوان «تجربه ای از آنچه که یک‌بار امیدوار بودیم که کلاسیک باشد، اما اکنون متقاعد هستیم که ذهنی شهوانی است» محکوم کرد. هنگامی که در نمایشگاه تابستانی آکادمی سلطنتی در سال ۱۹۳۳ به نمایش گذاشته شد، «بریتومارت فری آمورت را رهایی می‌دهد» تحسین بسیار بیشتری دریافت کرد.
اگرچه این تصویر یک زن تقریباً برهنه، یک مرگ خشونت‌آمیز، یک آیین غیرمعمول و مفهوم قوی شکنجه جنسی را به تصویر می‌کشید، اما نگاه منتقدان به‌طور کلی مثبت بود. مجله ماهنامه جدید آن را «یک قطعه رنگی شگفت‌انگیز و نادر» می‌دانست، در حالی که مجله جنتلمن آن را «یک تصویر کابینت زیبا» از یک «شخصیت واقعاً شاعرانه» توصیف کرد. پرشورترین ستایش از مجله ادبیاتی گزتاپوس بود:
ظرافت و زیبایی در فرم زنانه، کنش روحی در شوالیه، و بیان شیطانی در جادوگر، با عمق تأثیر شگفت‌انگیزی که توسط معماری ایجاد شده‌است، علی‌رغم تمایل جزئی به سیاهی در برخی از قسمت‌ها. این را به یکی از «جواهرات هنری» آقای اِتی تبدیل می‌کند.— روزنامه ادبی گزتاپوس، بریتومارت فری آمورت را رهایی می‌دهد.

## میراث

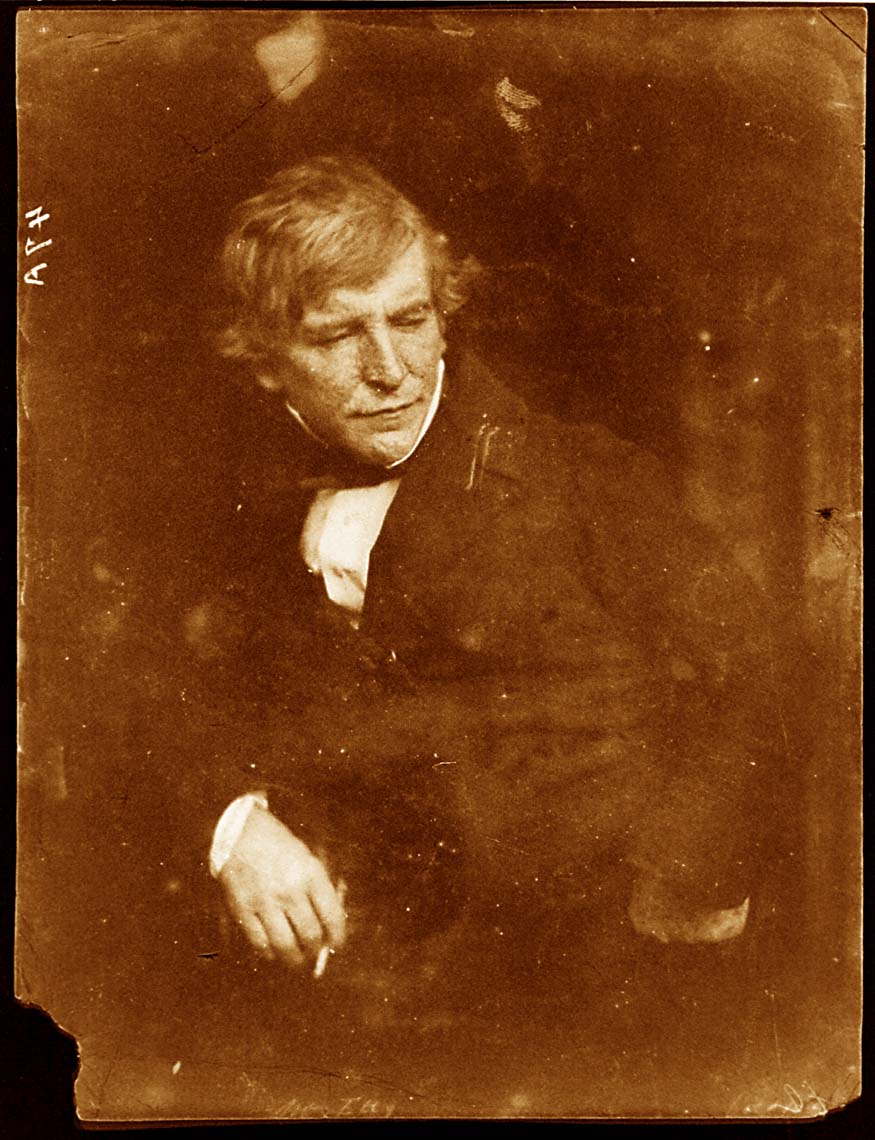
ویلیام اتی، ۱۸۴۴

اتی «بریتومارت فری آمورت را رهایی می‌دهد» را یکی از کارهای مهم خود می‌دانست. این اثر پس از نمایش در نمایشگاه تابستانی ۱۸۳۳، در اوت همان سال در موسسه سلطنتی منچستر به نمایش گذاشته شد. در این نمایشگاه دوم، آن را با قیمت ۱۵۷ پوند (حدود ۱۶٬۰۰۰ پوند به ارزش امروزی) به یک مجموعه دار ناشناس به نام «آقای اِل.، منچستر» فروخت. این یکی از ۱۳۳ نقاشی اتی بود که در یک نمایشگاه بزرگ گذشته نگر از آثار او در انجمن سلطنتی هنر در ژوئن-اوت ۱۸۴۹ نمایش داده شد؛ در طول این نمایش، آن را به لرد چارلز تاونشند برای مبلغی معادل ۵۲۰ گینه (حدود ۶۰٬۰۰۰ پوند به ارزش امروزی) فروختند.
اتی در سال ۱۸۴۹ درگذشت و تا مرگ خود به کار و نمایش ادامه داد و همچنان توسط بسیاری به عنوان یک پورنوگرافیست در نظر گرفته می‌شد. چارلز رابرت لسلی کمی پس از مرگ اتی مشاهده کرد که «خود اتی که فکر می‌کرد و منظور بدی نداشت، اما از شیوه ای که آثارش توسط ذهن‌های کثیف مورد توجه قرار می‌گرفت آگاه نبود». علاقه به او با ظهور جنبش‌های جدید در نقاشی بریتانیا کاهش یافت و تا پایان قرن نوزدهم، قیمت‌های فروش نقاشی‌های او کمتر از ارزش‌های اولیه بود. 
تاونشند، دو سال پس از مرگ اتی «بریتومارت فری آمورت را رهایی می‌دهد» را به قیمت ۵۱۰ گینه فروخت. سپس در سال‌های بعد، این اثر از دست چندین مالک عبور کرد و هر بار با قیمتی کمی کمتر فروخته شد. اتی احتمالاً تأثیری بر روی نقاشی «شوالیه سرگردان» جان اورت میلی در سال ۱۸۷۰ داشت که آن نقاشی نیز یک زن عریان مضطرب را در حال نجات دادن به تصویر می‌کشید؛ اگرچه میله از آثار بعدی اتی نفرت داشت، اما بسیاری از نقاشی‌های او به شدت تحت تأثیر این هنرمند قرار گرفتند.
در سال ۱۹۱۹، «بریتومارت فری آمورت را رهایی می‌دهد» با قیمت ۴۱۰ گینه (حدود ۲۱٬۰۰۰ پوند در ارزش امروزی) توسط ویلیام لیور، خریداری شد و یکی از ۱۳ اثر اتی که به نگارخانه هنر لیدی لیور منتقل شد، بود. این اثر تا سال ۱۹۵۸ در آنجا باقی ماند. در سال ۱۹۵۸ توسط گالری تیت خریداری شد و تا تاریخ ۲۰۱۵ در تیت بریتانیا باقی ماند.
این یکی از پنج نقاشی اتی بود که به عنوان بخشی از نمایشگاه «نمایشگاه برهنه ویکتوریایی» تیت بریتانیا نمایش داده شد و در سال ۲۰۱۱–۲۰۱۲ به عنوان بخشی از یک نمایشگاه بزرگ از آثار اتی در گالری هنر یورک نمایش داده شد. در سال ۲۰۱۳، فرانکو مورتی ادعا کرد که «بریتومارت فری آمورت را رهایی می‌دهد» مثال «نمونه‌ای» از نقاشی‌هایِ برهنه‌یِ ویکتوریاییِ قرنِ نوزدهم بود که برهنگی در آن نماد بی‌گناهی نبود و به جای آن نمادی از اجبار زنان توسط وحشیان، جنایتکاران و طغیانگران شد.

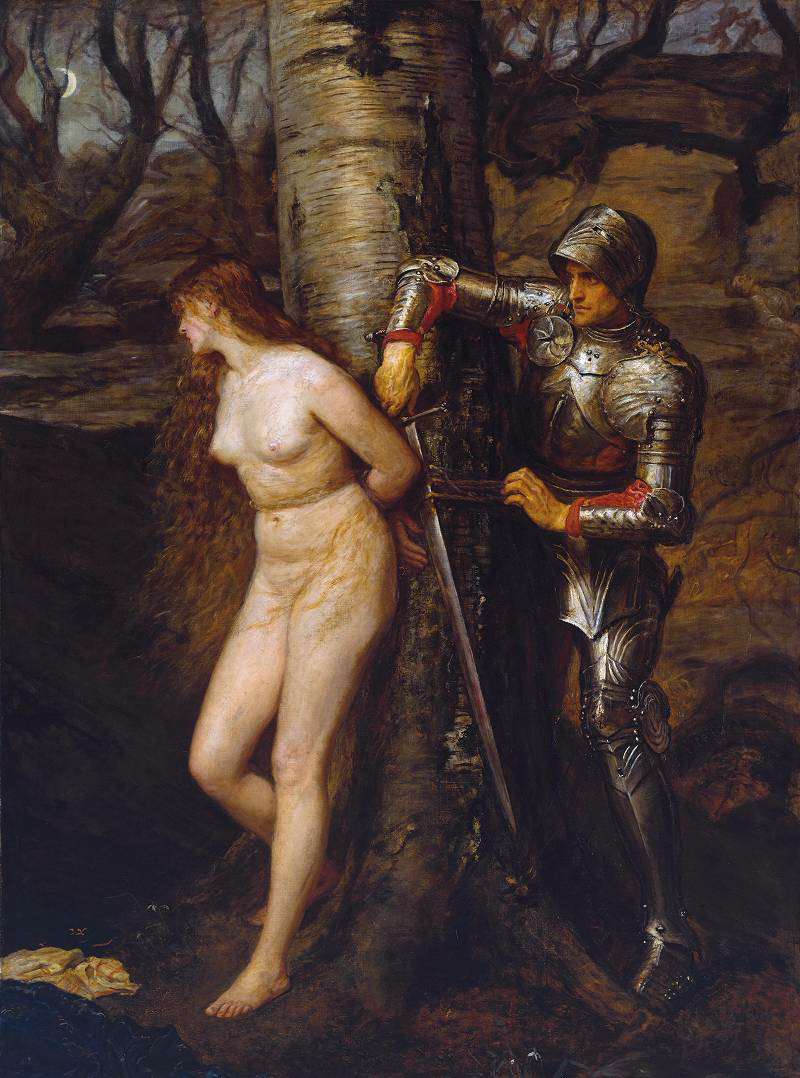
شوالیه سرگردان جان اورت میلاس، یکی از معدود آثار تحت تأثیر «کاندولس» است.

## یادداشت
1. ↑  بریتومارتیس، الهه یونانی کوه‌ها و شکار بود که عمدتاً در جزیره کرت پرستش می‌شد. گاهی اوقات اعتقاد بر این بود که او یک پوره کوهستانی است، اما اغلب او را با آرتمیس و آفایا، حامی «نامرئی» آگینا ترکیب می‌کردند.
2. ↑  انجمن سرکوب بداخلاقی، انجمن اعلامیه علیه بدی و بی‌اخلاقی یا به سادگی انجمن اعلامیه، یک انجمن انگلیسی قرن نوزدهمی بود که به ترویج اخلاق عمومی اختصاص داشت. این انجمن در سال ۱۸۰۲ بر اساس اعلامیه جورج سوم در سال ۱۷۸۷ و به عنوان جانشین انجمن اصلاح آداب در قرن هجدهم تأسیس شد و تا سال ۱۸۸۵ به فعالیت خود ادامه داد.
انجمن توسط ویلیام ویلبرفورس و به دنبال اعلامیه سلطنتی جورج سوم در سال ۱۷۸۷، اعلامیه برای دلسردی از شر، به اصرار ویلبرفورس، به عنوان درمانی برای موج فزاینده بی‌اخلاقی، تأسیس شد.[۱۶][۱۷]
3. ↑  Britomart Delivering Amoretta from the Enchantment of Busirane
4. ↑  The Morning Chronicle
5. ↑  گینه سکه ای بود که در بریتانیای کبیر بین سال‌های ۱۶۶۳ و ۱۸۱۴ ضرب شد و حاوی تقریباً یک چهارم اونس طلا بود.[۴۲] این نام از منطقه گینه در غرب آفریقا آمده‌است، بسیاری از طلای مورد استفاده برای ساخت سکه‌ها از آنجا تهیه می‌شد.[۴۳]
6. ↑  فرانکو مورتی (زادهٔ ۱۹۵۰ در ساندریو) تاریخ‌دان و نظریه‌پرداز ادبی ایتالیایی است. او در سال ۱۹۷۲ در رشته ادبیات مدرن از دانشگاه رم فارغ‌التحصیل شد. وی در دانشگاه‌های سالرنو (۱۹۷۹–۱۹۸۳) و ورونا (۱۹۸۳–۱۹۹۰) تدریس کرده‌است.[۵۰]

### کتابشناسی
- Burnage, Sarah (2011a). "Etty and the Masters".  In Burnage, Sarah; Hallett, Mark; Turner, Laura (eds.). William Etty: Art & Controversy. London: Philip Wilson Publishers. pp. 154–97. ISBN 978-0-85667-701-4. OCLC 800599710.
- Burnage, Sarah (2011b). "History Painting and the Critics".  In Burnage, Sarah; Hallett, Mark; Turner, Laura (eds.). William Etty: Art & Controversy. London: Philip Wilson Publishers. pp. 106–54. ISBN 978-0-85667-701-4. OCLC 800599710.
- Burnage, Sarah (2011c). "The Life Class".  In Burnage, Sarah; Hallett, Mark; Turner, Laura (eds.). William Etty: Art & Controversy. London: Philip Wilson Publishers. pp. 198–227. ISBN 978-0-85667-701-4. OCLC 800599710.
- Burnage, Sarah (2011d). "Painting the Nude and 'Inflicting Divine Vengeance on the Wicked'".  In Burnage, Sarah; Hallett, Mark; Turner, Laura (eds.). William Etty: Art & Controversy. London: Philip Wilson Publishers. pp. 31–46. ISBN 978-0-85667-701-4. OCLC 800599710.
- Burnage, Sarah (2011e). "Portraiture".  In Burnage, Sarah; Hallett, Mark; Turner, Laura (eds.). William Etty: Art & Controversy. London: Philip Wilson Publishers. pp. 228–50. ISBN 978-0-85667-701-4. OCLC 800599710.
- Burnage, Sarah; Bertram, Beatrice (2011). "Chronology".  In Burnage, Sarah; Hallett, Mark; Turner, Laura (eds.). William Etty: Art & Controversy. London: Philip Wilson Publishers. pp. 20–30. ISBN 978-0-85667-701-4. OCLC 800599710.
- Edwards, Jason (2011). "Queer and Now: On Etty's 'Autobiography' (1849) and 'Male Nude with Arms Up-Stretched' (c.  1830)".  In Burnage, Sarah; Hallett, Mark; Turner, Laura (eds.). William Etty: Art & Controversy. London: Philip Wilson Publishers. pp. 91–100. ISBN 978-0-85667-701-4. OCLC 800599710.
- Farr, Dennis (1958). William Etty. London: Routledge and Kegan Paul. OCLC 2470159.
- Gilchrist, Alexander (1855). Life of William Etty, R.A. Vol. 1. London: David Bogue. OCLC 2135826.
- Green, Richard (2011). "Etty and the Masters".  In Burnage, Sarah; Hallett, Mark; Turner, Laura (eds.). William Etty: Art & Controversy. London: Philip Wilson Publishers. pp. 61–74. ISBN 978-0-85667-701-4. OCLC 800599710.
- Moretti, Franco (2013). The Bourgeois. London: Verso Books. ISBN 978-1-78168-085-8.
- Myrone, Martin (2011). "'Something too Academical': The Problem with Etty".  In Burnage, Sarah; Hallett, Mark; Turner, Laura (eds.). William Etty: Art & Controversy. London: Philip Wilson Publishers. pp. 47–60. ISBN 978-0-85667-701-4. OCLC 800599710.
- Robinson, Leonard (2007). William Etty: The Life and Art. Jefferson, NC: McFarland & Company. ISBN 978-0-7864-2531-0. OCLC 751047871.
- Smith, Alison (2001a). Exposed: The Victorian Nude. London: Tate Publishing. ISBN 978-1-85437-372-4.
- Smith, Alison (2001b). "Private Pleasures?".  In Bills, Mark (ed.). Art in the Age of Queen Victoria: A Wealth of Depictions. Bournemouth: Russell–Cotes Art Gallery and Museum. pp. 53–67. ISBN 978-0-905173-65-8.
- Smith, Alison (1996). The Victorian Nude. Manchester: Manchester University Press. ISBN 978-0-7190-4403-8.